# Another Ticket
Another Ticket è il settimo album in studio di Eric Clapton pubblicato nel 1981. È stato pubblicato per la RSO, etichetta che nel 1983 venne assorbita dalla Polydor Records. Quest' album è stato dedicato dallo stesso Clapton all'amico bassista Carl Radle, morto l'anno prima.

## Tracce
Tutte le tracce sono di Eric Clapton, tranne laddove diversamente specificato.

### Lato A
1. Something Special – 2:38
2. Black Rose – 3:46 (Troy Seals, Eddie Setser)
3. Blow Wind Blow – 2:59 (Muddy Waters)
4. Another Ticket – 5:43
5. I Can't Stand It – 4:10

### Lato B
1. Hold Me Lord – 3:27
2. Floating Bridge – 6:33 (Sleepy John Estes)
3. Catch Me If You Can – 4:26 (Gary Brooker, Clapton)
4. Rita Mae – 5:05

## Formazione
- Eric Clapton - voce, chitarra
- Chris Stainton - tastiera
- Albert Lee - chitarra, cori
- Gary Brooker - tastiera, cori
- Henry Spinetti - batteria, percussioni
- Dave Markee - basso